# 热市镇
热市镇，是中华人民共和国湖南省常德市桃源县下辖的一个乡镇级行政单位。

## 行政区划
热市镇下辖以下地区：
热水坑社区、棠梨岗社区、凤鸣村、彰善村、龙家嘴村、荣禄村、大田村、温泉村、永凤村、桃子村、马家堰村、明月村、太坪寺村、夏家育村、菖蒲村、山河村、会同村、云盘山村、白鹤村和戈尔潭村。